# Кућа Бранислава Нушића у Београду
Кућа Бранислава Нушића у Београду, у Шекспировој улици, подигнута је 1937. године. Представља непокретно културно добро као споменик културе.
Кућу је саградио за потребе становања Бранислав Нушић (1864 - 1938), по пројекту грађевинског инжењера Зорана Томића, као типичну београдску стамбену кућу. Поред богате књижевне заоставштине иза Нушића је, као његов легат, у Музеју града Београда остао намештај радне собе и салона, лични предмети, фотографије и документи, с намером да се у кући презентују у саставу меморијалног музеја.